# خونسو

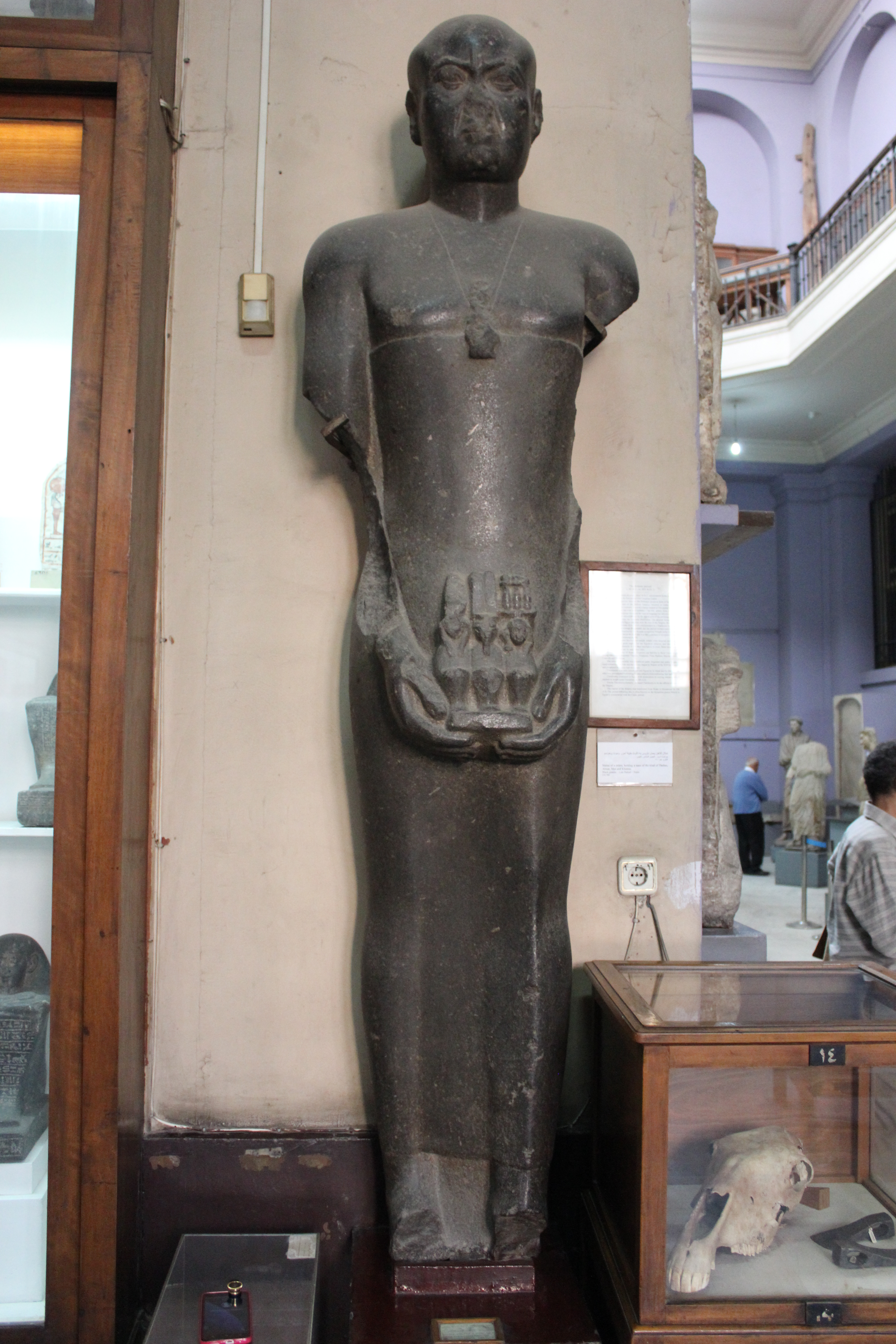
تمثال لكاهن يحمل ناووس به ثالوث طيبة آمون وموت وخونسو بالمتحف المصري.

خونسو أو خونس هو إله القمر في الديانة المصرية القديمة. اسمه يعني "المسافر"، وقد يتعلق هذا بالسفر الليلي الملحوظ للقمر عبر السماء. جنبا إلى جنب مع تحوت كان علامة على مرور الوقت. كان لخونسو دور فعال في خلق حياة جديدة في جميع الكائنات الحية. في طيبة، شكل جزءًا من ثالوث عائلي ("ثالوث طيبة") مع موت والدته وآمون والده.

## أنظر أيضا
- معبد خونسو
- خصلة الشباب الجانبية